# St. Joseph (Luisiana)
St. Joseph es un pueblo ubicado en la parroquia de Tensas en el estado estadounidense de Luisiana. En el Censo de 2010 tenía una población de 1176 habitantes y una densidad poblacional de 510,18 personas por km².

## Geografía
St. Joseph se encuentra ubicado en las coordenadas 31°55′13″N 91°14′24″O / 31.92028, -91.24000. Según la Oficina del Censo de los Estados Unidos, St. Joseph tiene una superficie total de 2.31 km², de la cual 2.31 km² corresponden a tierra firme y (0%) 0 km² es agua.

## Demografía
Según el censo de 2010, había 1176 personas residiendo en St. Joseph. La densidad de población era de 510,18 hab./km². De los 1176 habitantes, St. Joseph estaba compuesto por el 20.92% blancos, el 77.38% eran afroamericanos, el 0.17% eran amerindios, el 0.34% eran asiáticos, el 0% eran isleños del Pacífico, el 0.09% eran de otras razas y el 1.11% pertenecían a dos o más razas. Del total de la población el 0.51% eran hispanos o latinos de cualquier raza.